# Stade GSP (1999)
Pour les articles homonymes, voir Stade GSP.
Le stade GSP, aussi nommé stade Neo GSP (en grec moderne : Γυμναστικό Σύλλογο Παγκύπρια), est un stade de football situé à Strovolos dans la peripherie de Nicosie, capitale de Chypre. Il est le plus grand stade du pays avec une capacité de 22 859 spectateurs. 
Il accueille les rencontres à domicile de l'équipe de Chypre de football et de trois équipes du championnat de Chypre : l'APOEL, l'Omonia et l'Olympiakos Nicosie. 

## Histoire
Inauguré en 1999, il est le terrain de jeu de l'APOEL, de l'Omonia et de l'Olympiakos Nicosie. Le Pancyprian Gymnastic Association (GSP) est propriétaire de l'enceinte.
Étant le seul stade du pays répondant aux normes de l'UEFA, il est le théâtre des performances des clubs de l'île dans les compétitions européennes que sont la Ligue des Champions et la Ligue Europa. C'est notamment dans ce stade que l'Anorthosis Famagouste et l'APOEL ont respectivement atteint pour la première fois de l'histoire du football chypriote la phase de groupes (2008) et les quarts de finale (2011) de la Ligue des Champions.
Il a aussi été le domicile des clubs d’Israël dans les compétitions européennes lors de la saison 2002-2003. Le Maccabi Haïfa y a notamment accueilli l'Olympiakos Le Pirée et Manchester United.

## Événements
- Finale de la Coupe de Chypre de football
- Finale de la Supercoupe de Chypre de football